# Metopochetus ralumenis
Metopochetus ralumenis är en tvåvingeart som beskrevs av Günther Enderlein 1922. Metopochetus ralumenis ingår i släktet Metopochetus och familjen skridflugor. Inga underarter finns listade i Catalogue of Life.